# Họ Xương bồ
Họ Xương bồ (danh pháp khoa học: Acoraceae) là một họ trong thực vật có hoa. Chi duy nhất của nó là Acorus với khoảng từ 2-4 tới 7-9 loài, tùy theo nguồn dữ liệu.
Mặc dù họ Acoraceae ban đầu đã được miêu tả vào năm 1820, nhưng chi Acorus theo truyền thống hay được đưa vào họ Ráy (Araceae) trong phần lớn các hệ thống phân loại kinh điển, chẳng hạn như trong hệ thống Cronquist. Họ này gần đây đã được phục hồi lại, do kết quả của các nghiên cứu hệ thống hóa ở mức phân tử chỉ ra rằng Acorus không có quan hệ họ hàng gần với họ Araceae hay bất kỳ họ thực vật một lá mầm nào. Hệ thống APG II năm 2003 (không thay đổi từ hệ thống APG năm 1998), công nhận họ này và đặt nó trong bộ của chính nó là bộ Xương bồ (Acorales), thuộc nhánh thực vật một lá mầm.